# Starke (Schiff)
Die Starke war ein schwedisches Eisenbahnfährschiff, das von 1931 bis 1971 in der Ostsee verkehrte.

## Bau und technische Daten
Da der Fährbetrieb auf der Ostsee im Winter immer wieder durch starke Eisbildung beeinträchtigt wurde und man auch im Winter 1928 wieder mit starker Vereisung zu kämpfen hatte, beschlossen die Deutsche Reichsbahn und die Schwedische Staatsbahn Statens Järnvägar die Beschaffung einer eisbrechenden Güterfähre, die sowohl als Eisbrecher und Güterfähre als auch als Reserveschiff auf der sogenannten „Königslinie“ zwischen Trelleborg (Schweden) und Sassnitz (Rügen) dienen sollte. Die Bau- und Betriebskosten teilten sich die beiden Auftraggeber. 
Das Schiff lief am 10. April 1930 mit der Werftnummer 225 bei den Deutschen Werken in Kiel vom Stapel. Die Endausrüstung fand bei Lindholmens Varv in Göteborg statt. Das Schiff war 93,08 m lang und 15,88 m breit und hatte 5,18 m Tiefgang. Es war mit 2459 BRT bzw. 706 NRT vermessen und verdrängte 2232 Tonnen. Zwei 3-Zylinder Dampfmaschinen von Lindholmens mit 4520 PS und zwei Schrauben verliehen ihm eine Höchstgeschwindigkeit von 13,5 Knoten. Es konnte auf drei Gleisen bis zu 26 Güterwagen von je 10 m Länge aufnehmen und hatte Platz für bis zu 200 Passagiere. 1944/45 wurde das Schiff erheblich umgebaut und dabei auf 111,78 m Länge, 5,84 m Tiefgang und 3092 BRT (706 NRT, 2715 t Verdrängung) vergrößert. Auch hatte es nunmehr zwei Schornsteine. 1951 wurde das Schiff von Kohle- auf Ölfeuerung umgestellt.

## Laufbahn
Die Starke wurde am 28. Januar 1931 an die Statens Järnvägar ausgeliefert. Ihr Heimathafen war Trelleborg; dort lag sie in ihrer dienstfreien Zeit an einem speziellen Liegeplatz. Sie nahm am 25. Februar 1931 den Dienst auf der „Königslinie“ auf, wo sie zu den beiden schon 1910 in Dienst gestellten schwedischen Fährschiffen Konung Gustav V und Drottning Victoria und den beiden deutschen Fähren Preußen und Deutschland hinzutrat.
Im Zweiten Weltkrieg lief die Starke am 26. Februar 1942, als sie die beiden Fähren Drottning Victoria und Konung Gustav V durch die Eisgrenze vor Jasmund zu bringen versuchte, auf eine Treibmine und sank neun Stunden später in 23 m Tiefe auf der Höhe von Lohme. Daraufhin wurde der zivile Personenverkehr auf der „Königslinie“ am 27. Februar 1942 eingestellt. Am 13. Juli 1942 begann man mit der Bergung des Schiffes. Nachdem es 1943 gehoben worden war, wurde es zunächst nach Sassnitz, wo die Bahnwaggons entladen wurden, und dann nach Malmö geschleppt, wo es auf der Kockums-Werft repariert und gleichzeitig umgebaut und vergrößert wurde. 
Erst am 26. Januar 1946 wurde das Schiff – nunmehr vollständig in schwedischem Eigentum und bis zur Indienststellung der neuen Viergleisfähre Trelleborg im Jahre 1958 das leistungsfähigste Eisenbahnfährschiff im Ostseeraum – wieder in Dienst gestellt, zunächst zwischen Trelleborg und Gdynia (Polen). Dabei brachten die Starke, die Drottning Victoria und die Konung Gustav V mehr als 1300 Eisenbahnwagen nach Polen, die Schweden als Beitrag zum Nachkriegswiederaufbau zur Verfügung stellte. Der Fährbetrieb mit Deutschland begann erst wieder am 11. Juni 1947, auf der Strecke Trelleborg–Warnemünde. Nachdem sich die Schwedischen Staatsbahn, die Deutsche Reichsbahn und die Sowjetische Militäradministration in Deutschland am 10./11. März 1948 auf der Konung Gustav V über die Wiederaufnahme des Fährverkehrs nach Sassnitz geeinigt hatten, nahmen die Starke und die beiden alten Schiffe der Statens Järnvägar am 16. März 1948 den Fährverkehr Trelleborg–Sassnitz wieder auf. Die Fahrten nach Polen, die erst im Februar 1948 nach Odra Port (Świnoujście/Swinemünde) umgestellt worden waren, wurden eingestellt. Vom 4. Oktober 1952 bis zum 17. August 1953 wurde der Fährverkehr nach Sassnitz auf Anordnung der Sowjetischen Militäradministration nach Warnemünde umgeleitet. In dieser Zeit unternahm das Schiff auch Fahrten zwischen Malmö und Kopenhagen. Ab März 1967 bediente die Starke die neue Fährverbindung Stockholm–Naantali (Finnland).
Wegen ihrer begrenzten Kapazität und technischen Leistungsfähigkeit waren die alten Zwei- und Dreigleisfähren dem stetig wachsenden Transitverkehr auf der Linie Sassnitz–Trelleborg allmählich nicht mehr gewachsen. Nachdem auf der Grundlage eines Regierungsabkommens zwischen Schweden und der DDR wieder ein gemeinschaftlich betriebener Fährdienst eingerichtet worden war, um die finanziellen Lasten zwischen der Schwedischen Staatsbahn und der Deutschen Reichsbahn angemessen zu teilen, wurden die Drottning Victoria im April 1958 durch die neue Viergleisfähre Trelleborg der Schwedischen Staatsbahn und die Konung Gustav V im Juli 1959 durch die neue Reichsbahn-Fähre Sassnitz ersetzt. Die Konung Gustav V und die Drottning Victoria dienten danach nur noch bei Bedarf (entweder als Vertretung bei Werftliegezeiten der neuen Schiffe oder als Verstärkung in der Sommersaison) auf ihrer alten Strecke, während die Starke noch bis 1969 auf der „Königslinie“ fuhr. Danach bediente sie die Strecke Stockholm–Naantali. 
Ihr letzter Arbeitstag war der 13. Dezember 1971. Im Februar 1972 wurde sie zum Abwracken verkauft, und am 10. Februar 1972 ging sie auf ihre letzte Fahrt zur Abwrackwerft in Ystadt.